# Juncus scheuchzerioides
Juncus scheuchzerioides  là một loài thực vật có hoa trong họ Juncaceae. Loài này được Gaudich. mô tả khoa học đầu tiên năm 1825.